# Lill-Sjöändtjärnen
Lill-Sjöändtjärnen är en sjö i Bergs kommun i Jämtland och ingår i Indalsälvens huvudavrinningsområde.